# Бобби Раш
Бобби Раш (англ. Bobby Rush; настоящее имя Эмметт Эллис-младший (англ. Emmett Ellis Jr.); 10 ноября 1933 года, Хомер, Луизиана, США) — американский блюзовый певец, гитарист, харпер и автор песен. Трёхкратный лауреат премии Грэмми в номинации «Лучший альбом традиционного блюза» (2017, 2021, 2024), четырёхкратный номинант на премию Грэмми в номинациях «Лучший альбом современного блюза» (2001), «Лучший альбом блюза» (2014, 2015), «Лучший альбом традиционного блюза» (2020) . Пятнадцатикратный лауреат Blues Music Awards в номинациях «Альбом акустического блюза» (2008, 2021), «Альбом соул-блюза» (2012, 2014, 2020, 2024), «Альбом года» (2017), «Исторический блюзовый альбом» (2017), «Исполнитель соул-блюза» (2005, 2007—2009, 2015), «Блюзовый артист года/Премия Би Би Кинга» (2015, 2024), «Исполнитель акустического блюза» (2008), 37-кратный номинант Blues Music Awards в номинациях «Альбом года» (2021), «Блюзовый артист года/Премия Би Би Кинга» (1997—2002, 2004—2009, 2014, 2018, 2019, 2023), «Альбом соул-блюза» (1998, 2001, 2005, 2006, 2015, 2017), «Исполнитель соул-блюза» (1998—2002, 2004, 2006, 2011—2014), «Песня года» (1997, 2015). Член Зала слава блюза (2006) 

## Биография
Эмметт Эллис-младший родился в семье Эмметта и Мэтти Эллис в 1933 году в Хомере, штат Луизиана (точнее на ферме между Хомером и Хейнсвиллом). Его мать была белокожей и, ввиду сегрегации, была вынуждена временами выдавать себя за няню Эмметта, временами за чернокожую . С 7 лет работал на хлопковых полях, но, по словам музыканта, он с раннего детства мечтал быть знаменитым музыкантом.  Его отец был пастором, и его игра на гитаре и гармонике была первым приобщением Эммета-младшего к музыке. Ещё маленьким ребёнком он начал экспериментировать с музыкой, используя ведро из-под сиропа из сахарного тростника и диддли-боу из проволоки для метлы. Первую гитару получил в подарок от двоюродного брата и прятал её от родителей на чердаке амбара. Однако отец, обнаружив гитару, стал учить Эммета игре на гитаре и гармонике. 
В 1947 году семья переехала в Пайн-Блафф, Арканзас. Там Эмметт подружился с Элмором Джеймсом, слайд-гитаристом Бойдом Гилмором (двоюродным братом Джеймса) и пианистом Джонни «Big Moose» Уокером и в конечном итоге они сформировали группу, где Эмметт пел, а также играл на губной гармошке и гитаре. Его первая группа, сформированная в конце 1940-х, состояла из Гилмора, Уокера, Пайнтоп Перкинса и Роберта Планкетта. Гилмора вскоре заменил Хоумсик Джеймс, а того в 1951 году — Элмор Джеймс, остававшийся в группе около года . Через Гилмора Эмметт подружился с музыкантом из Кларксдейла Айком Тернером.
Эмметт переехал в Чикаго в 1952 году, где вскоре стал частью местной блюзовой сцены, выступал в различных клубах. Именно там, из уважения к отцу-проповеднику (блюз считался греховной музыкой), он и придумал себе псевдоним Бобби Раш, просто перебором имён  . В Чикаго он встретился и подружился с Литтл Уолтером и Мадди Уотерсом, которые жили неподалёку. Литтл Уолтер устроил его на работу в клуб под названием Skins, где они играли для белой аудитории (при этом ему, как и другим чернокожим, приходилось играть за занавесом ), а также начал работать на Джимми Рида. Благодаря этим связям вскоре он начал выступать на гастролях с Эттой Джеймс, Хаулином Вулфом, Мадди Уотерсом, Джимми Ридом, Айком и Тиной Тёрнер. В 1959-1960 годах, сформировав собственный коллектив, выступал в клубе Bagerbar в Рок-Айленде, причём в течение года на одних и тех же шоу выступал как стендап-комик, затем представлял сам себя, сбрасывал за кулисами одежду комика, приклеивал усы, и уже исполнял песни. О том, что это один человек не догадывалась ни публика, ни (в течение пяти месяцев) владелец клуба, плативший двоим людям .  
Первый свой сингл «Someday/Let Me Love You» выпустил в 1964 году на небольшом лейбле Jerry-O Records. Во второй половине 1960-х выпустил ряд синглов, имевших скромный успех. Всё изменилось с выходом в 1971 году сингла «Chicken Heads». Сингл добрался до 34 места в чарте Billboard R&B в 1971 году и стал первой сертифицированной золотой записью Раша. Через более чем 30 лет после своего выпуска песня снова войдёт в чарт Billboard уже как саундтрек фильма Стон черной змеи (2006). Также песня звучала в сериалах Игроки и Двойка . 
Выпустив череду синглов на разных лейблах в 1970-е годы, в 1978 году Раш записал и выпустил на Philadelphia International свой дебютный альбом Rush Hour, продюсером которого выступил Леон Хафф. Песня из этого альбома «I Wanna Do the Do» достигла 75-го места в чарте Billboard R&B в 1979 году. Рецензируя Rush Hour в Christgau’s Record Guide: Rock Albums of the Seventies (1981), Роберт Кристгау писал: «Многое из этого забавно — я рад, что Леон Хафф сотрудничает с кем-то, у кого в душе фанк, и воодушевлён, услышав песню протеста о проблеме потерянных ключей. Но многое из этого — безмозглая «Evil Is», бесхарактерная «Hey, Western Union Man» — тупее Кенни Гэмбла». В 2000-х годах Rolling Stone поместил этот альбом в число десяти лучших блюзовых альбомов 1970-х . Следующий альбом 1981 года Sue получил «золотой» статус. 
Затем в течение многих лет вёл успешную музыкальную карьеру. В 1997 году впервые был номинирован в нескольких номинациях на Blues Music Awards, в 2005 году в первый из тринадцати раз получил эту премию, в этом случае как лучший исполнитель соул-блюза. В 2001 году впервые был номинирован на Грэмми, а впервые с альбомом Porucpine Meat был удостоен этой премии в 83-летнем возрасте в 2017 году. В записи альбома гостями выступили, в частности, Джо Бонамасса и Кеб Мо.
Бобби Раш гастролировал по всему миру, выступал во многих крупных городах: Сидней, Париж, Токио, Шанхай, Йоханнесбург, Берлин, Рим, Барселона, Люцерн, Нью-Йорк, Чикаго, Мемфис, Лос-Анджелес. Выступал на инаугурации Билла Клинтона. В 2007 году он стал первым блюзовым исполнителем, выступившим в Китае, за что получил титул «Посол блюза Китая». Позже он был назван Послом дружбы Великой Китайской стены после проведения там самого большого концерта, когда-либо проводившегося на стене, собравшего более 40 000 зрителей  . Бобби Раш появился в документальном фильме 2003 года «Дорога в Мемфис», который является частью сериала «Блюз», спродюсированного Мартином Скорсезе. После выхода фильма Скорсезе журнал Rolling Stone назвал Раша «Королем Chitlin' Circuit» из-за 50 лет непрерывных гастролей и красочных живых выступлений» . В 2024 году Бобби Раш в 90-летнем возрасте гастролировал в Европе . В интервью 2011 года Бобби Раш сказал, что последние 50 лет он даёт 220-250 концертов в год . 
В течение карьеры Бобби Раш выступал и записывался едва ли не со всеми звёздами блюза, причём часто это именно они играли в составе его группы, а не наоборот. Так, в состав его группы в начале 1950-х недолгое время входил даже Мадди Уотерс, которому Раш платил пять с половиной долларов за выступление ; в состав этой группы в своё время входили молодые тогда Фредди Кинг и Лютер Эллисон  . Раш принимал участие в записи релизов таких музыкантов как Мэджик Сэм, Майти Джо Янг, Джеймс Коттон, The Staple Singers, Hot Tuna, Джимми Джонсон, Бобби «Блу» Блэнд, Бернард Эллисон, Лютер Эллисон,Лютер Джонсон, Мэджик Слим, Кори Харрис, Джон Мейолл, Бадди Гай, Боб Корритор.  
Последние записи Бобби Раша датируются 2025 годом: в этом году вышли альбом Джона Праймера Grown In Mississippi, где в одной песне Бобби Раш сыграл на губной гармонике, и совместный альбом Бобби Раша и Кенни Уэйна Шеппарда Young Fashioned Ways, где Раш выступил автором или соавтором всех песен, продюсером, сыграл на губной гармонике и даже принял участие в перкуссии посредством стомпа (танца с топанием ногами) . Песня с этого альбома «Who Was That?» вошла в состав саундтрека фильма Особо опасный пассажир (2025). Blues Rock Review поставил альбому 10 из 10 баллов, сказав что: «…это настолько близкая к совершенству запись, насколько это вообще возможно для блюзовой записи» . После выхода альбома 21 марта 2025 года, Бобби Раш с группой Кенни Шеппарда отправился в турне. 
Автор книги «I Ain’t Studdin’ Ya: My American Blues Story» (2021) . В 2003 году создал собственный лейбл Deep Rush и в основном записывается на нём по сей день . 
Введён в Зал славы блюза (2006), Зал славы ритм-энд-блюза (2015), Зал славы музыкантов Миссисипи (2012), обладатель премии журнала Blues Blast Magazine за жизненные достижения , обладатель премии Crossroads of American Music Awards, вручаемой Музеем Грэмми в Миссисипи . Почётный доктор колледжа Родса в Мемфисе . В Пайн-Блаффе на углу Третьей авеню и Алабама-стрит в центре города размещён знак, обозначающий три квартала улицы как «Путь Бобби Раша». Знак размещён на месте джук-джойнта Jittie Bugs, где Бобби Раш начал свою карьеру .    
Долгое время в основном жил в Чикаго, в 1983 году переехал в Джэксон, Миссисипи . Был женат как минимум дважды. Его первая жена и трое детей умерли от серповидноклеточной анемии .

## Цитаты
Певец и харпер Бобби Раш давно известен своим уникальным сочетанием блюза и соула старой школы, а также энергичными выступлениями, в которых часто участвуют танцовщицы
Бобби, основатель музыкального стиля, называемого „фолк-фанк“, представляет собой сочетание выдающегося шоу-бизнеса, включающего в себя группу мирового класса и трио танцоров, трясущих задницами, с редкими вставками сольного, акустического блюза старой школы — микс, который нравится людям всех рас
Способность Раша использовать блюз для создания гиперболических и похабных текстов стала возможной благодаря тому, что он мастер этой музыкальной формы
Его знаменитые сценические номера включают его знаменитых танцоров-шейкеров, которые олицетворяют его фанковый блюз и непристойный юмор, который он развивал в течение своей легендарной карьеры
Более 60 лет Раш подаёт южный соул-блюз со здоровым юмором, сексом и остроумием. Рашу сейчас за 80, но он все еще может танцевать фанк лучшим образом. Он всё ещё трясет бедрами, как 20-летний, и он всё ещё будет шокировать вас похабными текстами и историями, которые заставят покраснеть вашу маму
Раш стал одним из самых выдающихся защитников блюзовой традиции и говорит: „Это корень всей музыки, это мать всей музыки. Если вы не любите блюз, вы, вероятно, не любите собственную маму“

## Дискография

### Альбомы (LP)
- 1978 Rush Hour (Philadelphia International)
- 1981 Sue (LaJam)
- 1983 Wearing It Out (LaJam)
- 1984 Gotta Have Money (LaJam)
- 1985 What’s Good for the Goose Is Good for the Gander (LaJam)
- 1988 A Man Can Give It (But He Can’t Take It) (LaJam)

### Альбомы (CD)
- 1983 Making a Decision (LaJam)
- 1990 Man Can Give It but He Can’t Take It (La Jam)
- 1991 I Ain’t Studdin' You (Urgent)
- 1992 Handy Man (Urgent)
- 1995 One Monkey Don’t Stop No Show (Waldoxy)
- 1996 Wearing It Out (La Jam)
- 1997 It’s Alright, Vol. 2
- 1997 Lovin' a Big Fat Woman (Waldoxy)
- 1999 Rush Hour… Plus (Philadelphia Intl)
- 1999 The Best of Bobby Rush (La Jam)
- 2000 Hoochie Man (Waldoxy)
- 2003 Undercover Lover (Deep Rush)
- 2003 Live at Ground Zero DVD + CD (Deep Rush)
- 2004 Folkfunk (Deep Rush)
- 2005 Night Fishin (Deep Rush)
- 2006 Essential Recordings, Volume 1 (Deep Rush)
- 2006 Essential Recordings, Volume 2 (Deep Rush)
- 2007 Raw (Deep Rush)
- 2008 Look at What You Gettin' (Deep Rush)
- 2009 Blind Snake (Deep Rush)
- 2011 Show You a Good Time (Deep Rush)
- 2013 Down in Louisiana (Thirty Tigers)
- 2014 Decisions (Silver Talon Records)
- 2016 Porcupine Meat (Rounder Records)
- 2019 Sitting on Top of the Blues (Deep Rush)
- 2020 Rawer than Raw (Deep Rush)
- 2023 All My Love for You (Deep Rush)

### Избранные синглы
- 1967 «Sock Boo Ga Loo» / «Much Too Much» (Checker)
- 1968 «Camel Walk» / «Gotta Have Money» (ABC)
- 1969 «Wake Up» / «The Things That I Used to Do» (Salem)
- 1970 «Let It All Hang Out» / «Just Be Yourself/What Now» (Salem)
- 1971 «Chicken Heads» / «Mary Jane» (Galaxy)
- 1972 «Niki Hoeky» / "I Don’t Know (Jewel)
- 1972 «Gotta Be Funky» / «Gotta Find You Girl» (On Top)
- 1974 «Get It On with Me» / «It’s Alright» (Jewel)
- 1974 «Get Out of Here Part 1» (Warner Bros.)
- 1976 «I’m Still Waiting» / «She Put the Whammy on Me» (London)
- 1979 «I Wanna Do the Do» (Philadelphia International)
- 1979 «Let’s Do It Together» (Philadelphia International)
- 1983 «Sue» (LaJam)
- 1988 «A Man Can Give It (But He Can’t Take It)» (LaJam)
- 1991 «I Ain’t Studdin' You» (Urgent)
- 1992 «I’m Gone» (Urgent)
- 1992 «Time to Hit the Road Again» (Urgent)
- 1992 «You, You, You (Know What to Do)» (Urgent)
- 1995 «She’s a Good 'Un (It’s Alright)»
- 1996 «Too Late, I’m Gone» (Waldoxy)
- 1997 «Booga Bear» (Waldoxy)